# Hideki Uchidate
Hideki Uchidate (født 15. januar 1974) er en tidligere japansk fodboldspiller.
Han har spillet for flere forskellige klubber i sin karriere, herunder Urawa Reds.